# Aitor Ocio
Aitor Ocio Carrión (ur. 28 listopada 1976 w Vitoria) – piłkarz hiszpański narodowości baskijskiej grający na pozycji środkowego obrońcy. Jest dwukrotnym zdobywcą Pucharu UEFA z zespołem Sevilla FC w sezonach 2005/2006 i 2006/2007. Z zespołem tym zdobył również Puchar Króla Hiszpanii w 2007 roku oraz Superpuchar Europy w 2006 roku. Ostatnie sezony kariery spędził w baskijskim zespole Athletic Bilbao.

## Kariera reprezentacyjna
Reprezentacja Kraju Basków (Euskadi):
- Debiut: 28.12.2005 w meczu Euskadi – Kamerun 0:1.
- Bilans: 2 mecze.

## Sukcesy
- Puchar UEFA 2005/06 (z Sevilla FC).
- Puchar UEFA 2006/07 (z Sevilla FC).
- Superpuchar Europy 2006 (z Sevilla FC).
- Puchar Króla Hiszpanii 2006/07 (z Sevilla FC).